# Bruce Beale
Bruce Beale (Bulawayo, 16 de enero de 1941 - 17 de mayo de 2002) fue un piloto de motociclismo de Zimbabue, que compitió en el Campeonato del Mundo de Motociclismo entre 1964 y 1966. Su mejor años fue en 1964 cuando se proclamó subcampeón de 350cc por detrás de su compañero y amigo Jim Redman.

## Carrera
Beale hizo su debut como escudero de Redman en 1964. Honda no fue al Gran Premio de Estados Unidos ya que consideraron que se celebrarba muy temprano (2 de febrero). En el Gran Premio de Francia anotaría sus primeros puntos en el Mundial al acabar cuarto en la carrera de 250cc. Subió al podio por primera vez en el Gran Premio de Alemania al acabar segundo en la carrera de 350cc por detrás de Redman. A partir de aquí, enlazaría tres podios másː uno en 250 (Gran Premio de Alemania del Este) y dos más en 350cc (Gran Premio de Finlandia y el Gran Premio de las Naciones). Estos dos últimos resultados le permitió conseguir el subcampeonato en la lucha que tenía por este puesto con el canadiense Mike Duff.
En 1965, se convirtió en piloto semioficial de Honda. Aunque en realidad estaba registrado como piloto privado, tuvo acceso a las motos de fábrica desde 1964: la RC 164 de 250cc y la RC 172 de 350cc. Beale y el equipo Honda no volvieron a presentarse en el Gran Premio de Estados Unidos y se perdió el comienzo en el Gran Premio de Alemania después de lesionarse en las sesiones de entrenamiento. En la carrera de 250cc del Gran Premio de Francia quedó segundo detrás de Phil Read, después de que Redman se hubiera retirado por problemas en la caja de cambios. En las siguientes carreras, fue alternando buenos puestos y desde el Gran Premio de Alemania del Este, Honda permitió libertad de acción al triunvirato de Rodesia, formado por Beale, Redman y el mecánico Nobby Clark. En el Gran Premio del Ulster fue segundo en la cilindrada de 350cc y repitió podio en Gran Premio de Finlandia. Pero un malentendido le impidió poder puntuar en el Gran Premio de las Naciones y terminó la temporada cuarto en la categoría de 350cc y sexto en la de 250cc.
En 1966, Beale volvió a depender de sus corredores oficiales pero Honda se centró principalmente en la clase de 500cc, en la que Jim Redman, que ahora también era gerente del equipo, sería el primer piloto, con el apoyo de Mike Hailwood. En la cilindrada de 350cc, esos roles se invirtieron. Beale solo tuvo apariciones esporádicas como el tercer lugar en el Gran Premio de Alemania de 350 c.c.. Al final de la temporada, Beale se retiraba coincidiendo con la retirada de Redman.

## Resultados en el Campeonato del Mundo
Sistema de puntuación desde 1950 hasta 1968:
| Posición | 1 | 2 | 3 | 4 | 5 | 6 |
| Puntos   | 8 | 6 | 4 | 3 | 2 | 1 |

Sistema de puntuación desde 1969 en adelante:
| Posición | 1  | 2  | 3  | 4 | 5 | 6 | 7 | 8 | 9 | 10 |
| Puntos   | 15 | 12 | 10 | 8 | 6 | 5 | 4 | 3 | 2 | 1  |

(Carreras en negro indican pole position; Carreras en italics indican vuelta rápida)
| Año  | Clase | Moto  | 1       | 2      | 3       | 4       | 5       | 6       | 7       | 8       | 9     | 10      | 11    | 12      | 13    | Pts | Pos |
| ---- | ----- | ----- | ------- | ------ | ------- | ------- | ------- | ------- | ------- | ------- | ----- | ------- | ----- | ------- | ----- | --- | --- |
| 1964 | 125cc | Honda | USA -   | ESP 8  | FRA Ret | IOM 6   | NED 13  |         | GER Ret | RDA 6   | ULS 7 | FIN Ret | NAT - | JPN -   |       | 2   | 19º |
| 1964 | 250cc | Honda | USA -   | ESP -  | FRA 4   | IOM Ret | NED 7   | BEL 7   | GER Ret | RDA 3   | ULS 5 |         | NAT 9 | JPN -   |       | 9   | 8º  |
| 1964 | 350cc | Honda |         |        |         | IOM 11  | NED Ret |         | GER 2   | RDA 4   | ULS 4 | FIN 2   | NAT 2 | JPN -   |       | 24  | 2º  |
| 1965 | 125cc | Honda | USA -   | GER -  | ESP 8   | FRA 5   | IOM Ret | NED Ret |         | RDA 5   | CZE - | ULS 5   | FIN 7 | NAT -   | JPN - | 6   | 13º |
| 1965 | 250cc | Honda | USA -   | GER -  | ESP -   | FRA 2   | IOM Ret | NED 5   | BEL 6   | RDA 5   | CZE - | ULS -   | FIN 4 | NAT -   | JPN - | 14  | 6º  |
| 1965 | 350cc | Honda |         | GER -  |         |         | IOM 4   | NED Ret |         | RDA -   | CZE - | ULS 2   | FIN 2 | NAT Ret | JPN - | 15  | 4º  |
| 1966 | 125cc | Honda | ESP 9   | GER 13 | FRA -   | NED -   |         | RDA -   | CZE 17  | FIN Ret | ULS - | IOM -   | NAT 9 | JPN -   |       | 0   | -   |
| 1966 | 250cc | Honda | ESP Ret | GER -  | FRA Ret | NED 11  | BEL 7   | RDA -   | CZE Ret | FIN 5   | ULS - | IOM -   | NAT 5 | JPN -   |       | 4   | 19º |
| 1966 | 350cc | Honda |         | GER 3  | FRA 6   | NED -   |         | RDA -   | CZE Ret | FIN 5   | ULS - | IOM -   | NAT - |         |       | 7   | 10º |